# Barathrites parri
Barathrites parri är en fiskart som beskrevs av Nybelin, 1957. Barathrites parri ingår i släktet Barathrites och familjen Ophidiidae. Inga underarter finns listade.